# Gavin Warren
Gavin Warren, född 17 april 2008 i Houston, är en amerikansk skådespelare.
Warren har bland annat medverkat i filmerna 12 Mighty Orphans, The Unbreakable Boy och Night Swim.

## Filmografi (i urval)
- 2021 – 12 Mighty Orphans
- 2024 – Night Swim
- 2024 – The Unbreakable Boy